# افسانه‌های فیبل
افسانه‌های فیبل (انگلیسی: Fable Legends) نام یک بازی ویدئویی کنسل شده می‌باشد که قرار بود به صورت گیم پلی گروهی در سبک اکشن نقش آفرینی و توسط لایون‌هد استودیوز توسعه یافته و بوسیلهٔ اکس‌باکس گیم استودیوز در سال ۲۰۱۶ برای اکس‌باکس وان و مایکروسافت ویندوز منتشر گردد.
در تاریخ ۷ مارس ۲۰۱۶ و در پی تعطیل شدن استودیوی بازی‌سازی «لایون‌هد»، مایکروسافت خبر از کنسل شدن عرضه این بازی داد.